# Fjällbräken
Fjällbräken (Athyrium distentifolium) är en växt, närmare bestämt en ormbunke. 
Fjällbräken ingår i släktet majbräknar, vilket ingår i familjen  hällebräkenväxter.